# وحيد الزمان خان بينتو
وحيد الزمان خان بينتو (البنغالية: ওয়াহিদুজ্জামান খান পিন্টু) هو لاعب كرة قدم بنغلاديشي سابق، لعب في مركز حارس مرمى.

## الحياة المبكرة
بينتو هو الخامس من بين ثمانية أبناء وُلدوا لهاشم علي خان وصالحة بيجوم. نشأ في أوبازيلا مهينديجانج في مديرية بريسال.

## المسيرة الدولية
شارك بينتو مع منتخب بنغلاديش تحت 19 في بطولة آسيا للشباب لكرة القدم 1977 في إيران.
خاض أول مباراة له مع منتخب بنغلاديش لكرة القدم في كأس الرئيس لكرة القدم 1979 التي أُقيمت في كوريا الجنوبية.
كما مثّل بنغلاديش في كأس آسيا 1980 التي أُقيمت في الكويت بصفته الحارس الاحتياطي لـشهيد الرحمن شانتو. شارك في مباراتين خلال البطولة. الأولى كانت في المباراة الافتتاحية، حيث دخل بديلاً لشانتو المصاب في خسارة 2–3 أمام كوريا الشمالية. أما الظهور الثاني فكان في المباراة الأخيرة من دور المجموعات، والتي انتهت بخسارة 0–6 أمام الصين.
انتهت مسيرته الكروية مبكراً بسبب إصابة في الركبة تعرض لها أثناء التدريبات.

## ما بعد المسيرة
كان بينتو طالباً في قسم التاريخ في جامعة دكا، وانتُخب أميناً للرياضة فيها لدورتين، وحصل لاحقاً على جائزة "بلو" من الجامعة. كما يشغل منصب مفوض الانتخابات في نادي "سونالي أوتيت"، وهو منظمة للاعبي كرة القدم السابقين. وقد شغل في السابق منصب نائب رئيس المنظمة تحت رئاسة بادال روي الراحل. صوّت بينتو لبادال روي في انتخابات اتحاد بنغلادش لكرة القدم عام 2020.

## الإنجازات
نادى محمدان
- دوري الدرجة الأولى لدكا[الإنجليزية]: 1980

فردية
- جامعة دكا "بلو": 1979–1980